# Georg Heinrich Hoffmann

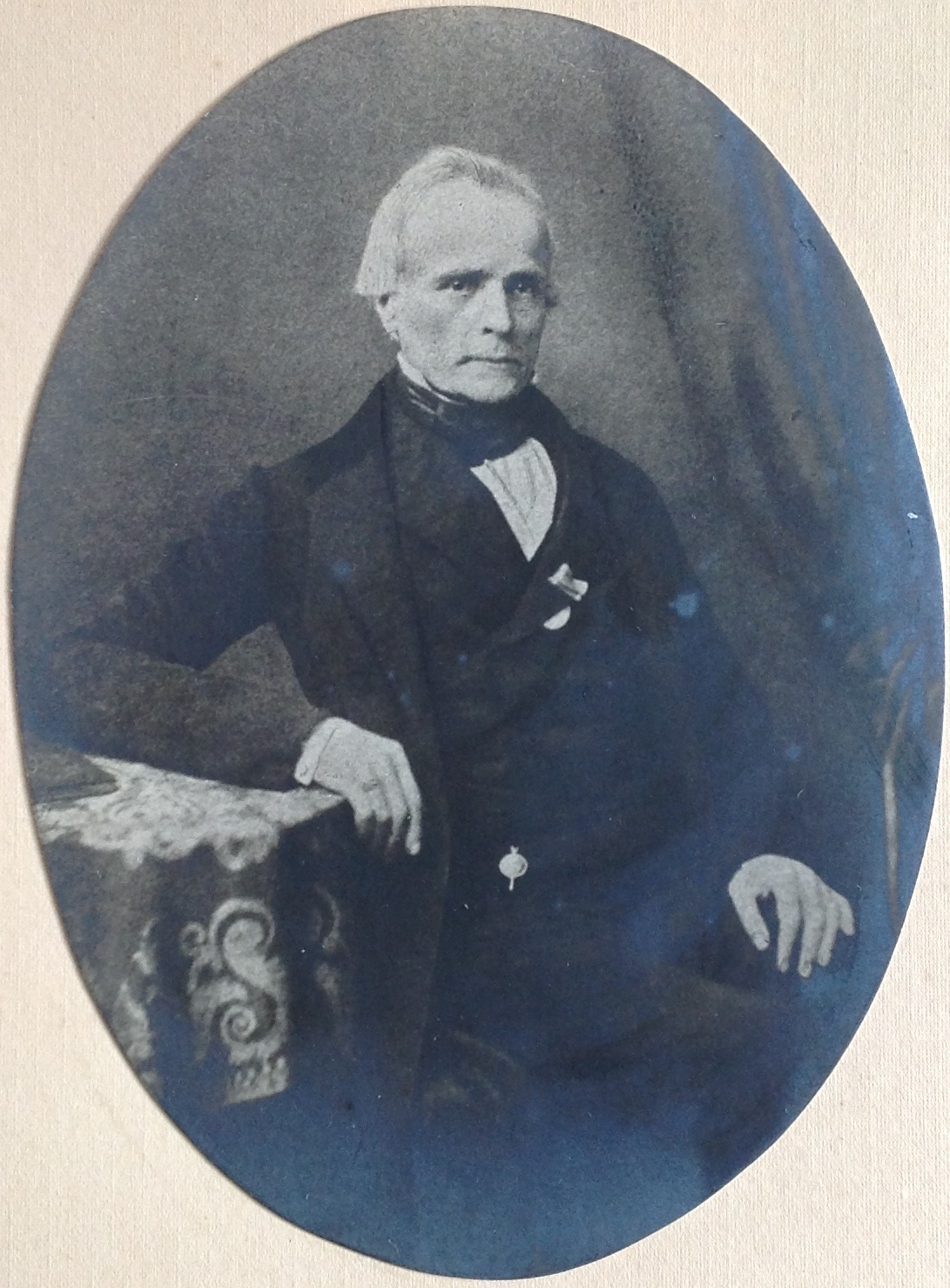
Georg Heinrich Hoffmann

Georg Heinrich Hoffmann (* 24. Mai 1797 in Lauterberg im Harz; † 5. Mai 1868 in Hannover) war ein deutscher Mathematiker, Feuerwerker, Artillerist und Pädagoge sowie Zeichner, Lithograf und  Wasserbau-Inspektor.

## Leben
Georg Heinrich Hoffmann wurde zur Zeit des Kurfürstentums Hannover als Sohn des Hüttenmeisters der Kupferhütte bei Lauterberg Johann Christian Hofmann geboren. Er besuchte zunächst die örtliche Schule, wurde aber auch von dem Lauterberger Pastor Joseph Schleiter unterrichtet, bevor er mutmaßlich in Clausthal die dortige Bergschule absolvierte.
In der Folge ging Hoffmann an die Artillerieschule Hannover. Als Napoleon 1815 erneut die Herrschaft übernahm, beteiligte sich Hannover mit der King’s German Legion am Befreiungskrieg. Kaum 18 Jahre alt, musste Hoffmann als Kanonier in einer Fuß-Artillerie-Einheit unter der Führung von Hauptmann Wilhelm Braun nach Belgien aufbrechen. In seinem Tagebuch beschrieb er den Fußmarsch und die Schlacht bei Waterloo am 18. Juni 1815. Am 19. Juni 1815 brach seine Truppeneinheit nach Paris auf. In seinem Tagebuch notierte er: „... und rückten den 7ten July auf Montmartre, ein Dorf auf einem Berg nahe bei Paris.“
Mit dem Zweiten Pariser Frieden vom 20. November 1815 endete der Aufenthalt in Paris, Hoffmann wanderte von Paris nach Lauterberg zu seinen Eltern.
Nach der Erhebung Kurhannovers zum Königreich Hannover studierte Hoffmann in Göttingen an der dortigen Universität einige Semester Mathematik und andere Wissenschaften, bevor er wieder zurück in die Stadt Hannover ging. Dort unterrichtete er sowohl an der Militärschule als auch in anderen Häusern.

Ansicht des Feuerwerks, welches auf Befehl Sr. Königlichen Hoheit des Herzogs von Cambridge....angefertigt und am 18. ten October 1821, dem Jahrestage der Leipziger Völker-Schlacht im Schlossgarten zu Herrenhausen in Gegenwart Sr. Majestät des Königs abgebrannt ist. Sign.: gezeichnet vom Oberfeuerwerker G.H. Hoffmann

Als Autodidakt brachte sich Hoffmann die Kunst der Lithografie bei. Einige seiner Werke erschienen in Heinrich Dittmers Beschreibung der Feyerlichkeiten und anderswo. Eine Lithographie Hoffmanns zeigt ein „Feuerwerk in Herrenhausen am 18. Oktober 1821 zu Ehren König Georg IV.“, der seinerzeit als frisch gekrönter Herrscher des Britischen Empires seine hannoverschen Stammlande besuchte.
In späteren Jahren war Hoffmann als Wasserbau-Inspektor tätig.

## Bekannte Werke
Lithografien Hoffmanns finden sich beispielsweise
- in Heinrich Dittmer (Hrsg.): Authentische und vollständige Beschreibung aller Feyerlichkeiten, welche in dem Hannoverschen Lande bey der Anwesenheit Seiner Königl. Majestät Georgs des Vierten während dem Monate October 1821 veranstaltet vorden sind. Verziert mit dem ähnlichen Portrait Sr. Königl. Majestät, Georg IV., und ein und zwanzig [davon 2 farbigen] treuen Abbildungen [in Kupfer]. Nebst einer Zugabe: Rückblicke auf ähnliche Volksfeste der Hannoveraner im 18. Jahrhunderte. Selbstverlag, Hannover, gedruckt bei Georg Christoph Schlüter, Helwingsche Hofbuchhandlung, 1822 (archive.org).
- Abgedruckte Lithographie „Feuerwerk in Herrenhausen am 18. Oktober 1821 zu Ehren König Georg IV.“, im Besitz des Historisches Museum Hannover[7]

## Auszeichnungen
Das Hannoversche Adress-Buch für das Jahr 1866 verzeichnet den Wasserbau-Inspektor Georg Heinrich Hoffmann mit Wohnsitz in der Karlstraße 1, ausgezeichnet mit
- der Waterloo-Medaille (Hannover)
- und dem Guelphenorden Vierter Klasse.